# Крунер
Крунер (від англ. croon — муркотіння) — естрадний співак, вокаліст, що дотримується при виконанні свінгування.

## Історія
Перші вокалісти-крунери входили до складу біг-бендів та виступали разом із ними. Крунерська манера виконання увібрала у себе декілька стильових ознак — саме муркотіння, манери виконання бродвейських мюзіклів, італійське бельканто, розповідальну подачу матеріалу, переходи на просту мову між куплетами-приспівами. Крунер-виконавець зазвичай досить повно використовує тембр власного голосу, що сприяє виразності твору.
В репертуарі більшості крунерів у Сплоучених Штатах і Канаді домінуюче місце посідають джазові стандарти, введені Great American Songbook. Виконавці беруться за лірико-романтичні балади, салонну та танцювальну музику, свингову та легку, відпочивальну музику (easy listening), славнозвісні і мелодійні твори до мюзіклів чи кінострічок.

## Виконавці-крунери

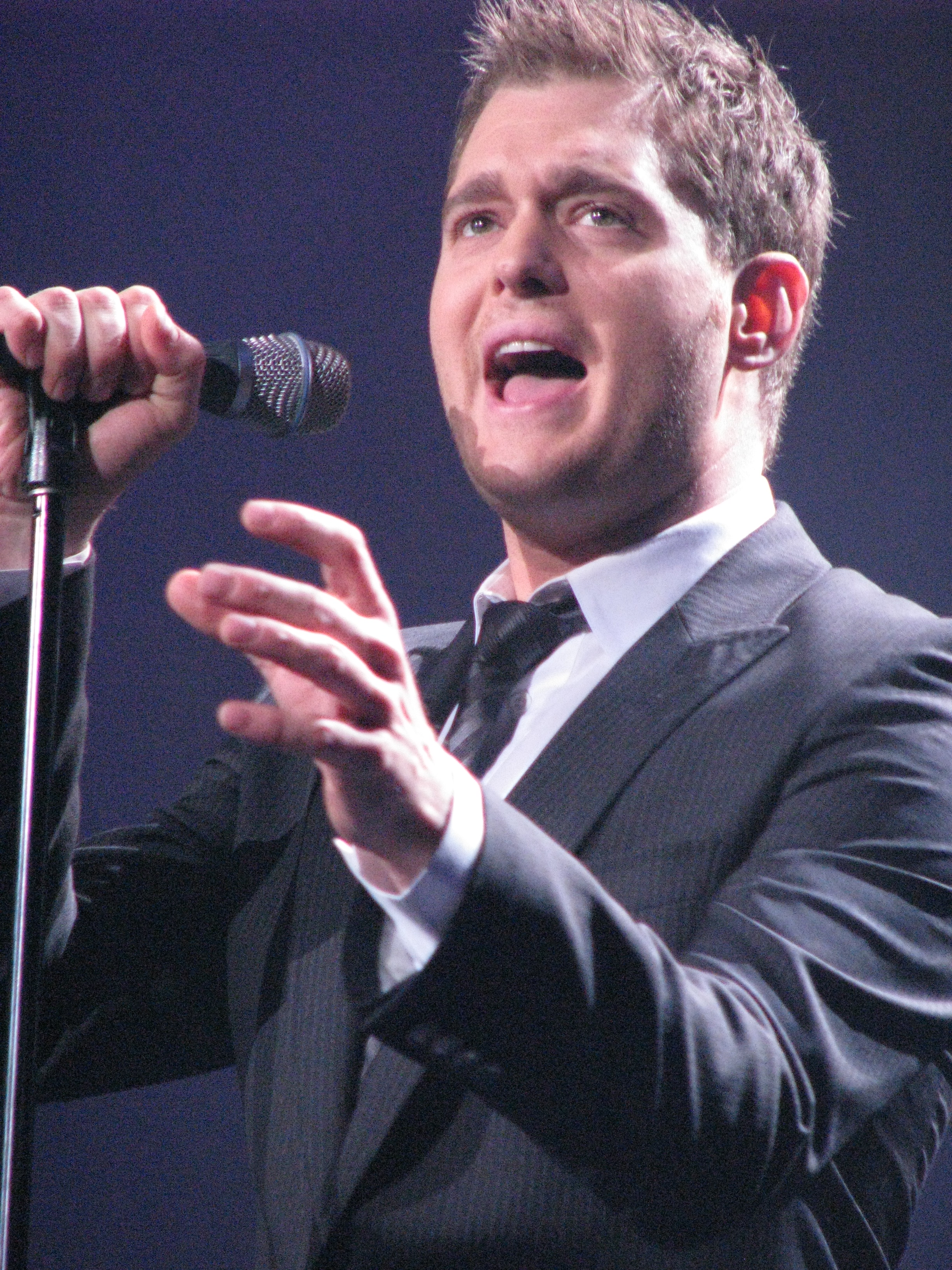
Майкл Бубле

- Френк Сінатра
- Енді Вільямс
- Бінг Кросбі
- Майкл Бубле
- Перрі Комо
- Тоні Беннет
- Мел Торме
- Дин Мартин
- Стив Гренд та інші.

## Виконавці-крунери у колишньому СРСР

Олег Анофрієв
- Вадим Мулерман
- Муслім Магомаєв
- Гаррі Гольді
- Володимир Макаров
- Йосип Кобзон та інші.

- Олег Анофрієв